# Mar"jan Šved
Mar"jan Vasil'ovič Šved (in ucraino Мар'ян Васильович Швед?, traslitterazione anglosassone: Marian Vasylovych Shved; Mykolaïv, 16 luglio 1997) è un calciatore ucraino, centrocampista dello Šachtar.

## Carriera

### Club

#### Karpaty
Inizia a giocare nelle giovanili del Karpaty, con il quale esordisce in prima squadra il 1º marzo 2015 nell'1-1 sul campo del Metalurh Donec'k in Prem'er-Liha. Il 26 aprile segna i suoi primi gol in carriera, siglando una doppietta nel 4-1 casalingo sull'Olimpik Donec'k. Va via dall'Ucraina dopo una stagione e 2 partite della seconda avendo giocato 12 partite e segnato 2 reti.

#### Siviglia
Nell'agosto 2015 si trasferisce in Spagna, al Siviglia, che lo inserisce nella squadra Under-19, con cui gioca anche la UEFA Youth League, e nel club filiale, il Siviglia Atlético, militante in Segunda División B, la terza serie. Il debutto con quest'ultimo avviene il 4 ottobre nell 1-1 in trasferta contro il Marbella FC. Alla prima stagione vince la Segunda División B e viene promosso in Segunda División.

### Nazionale
Ha giocato con le selezioni ucraine Under-18, disputando 3 gare nel 2015, e Under-19, con cui ha giocato tra il 2015 e il 2016 per 11 volte, segnando 5 gol e disputando fra l'altro le qualificazioni agli Europei di categoria 2015, non venendo convocato per la fase finale, e 2016. Il 27 maggio 2016 fa il suo esordio in Under-21 nelle qualificazioni all'Europeo 2017, perdendo 2-0 in casa contro la Macedonia.

## Statistiche

### Presenze nei club
Statistiche aggiornate al 26 febbraio 2022.
| Stagione                 | Squadra                  | Campionato               | Campionato | Campionato | Coppe nazionali | Coppe nazionali | Coppe nazionali | Coppe continentali | Coppe continentali | Coppe continentali | Altre coppe | Altre coppe | Altre coppe | Totale | Totale | Totale |
| Stagione                 | Squadra                  | Comp                     | Pres       | Reti       | Comp            | Pres            | Reti            | Comp               | Pres               | Reti               | Comp        | Pres        | Reti        | Pres   | Reti   |        |
| ------------------------ | ------------------------ | ------------------------ | ---------- | ---------- | --------------- | --------------- | --------------- | ------------------ | ------------------ | ------------------ | ----------- | ----------- | ----------- | ------ | ------ | ------ |
| 2014-2015                | Karpaty                  | PL                       | 10         | 2          | KU              | 0               | 0               | -                  | -                  | -                  | -           | -           | -           | 10     | 2      |        |
| lug.-ago. 2015           | Karpaty                  | PL                       | 2          | 0          | KU              | 0               | 0               | -                  | -                  | -                  | -           | -           | -           | 2      | 0      |        |
| ago. 2015-giu. 2016      | Siviglia Atlético        | SDB                      | 1          | 0          | -               | -               | -               | -                  | -                  | -                  | -           | -           | -           | 1      | 0      |        |
| 2016-2017                | Siviglia Atlético        | SD                       | 0          | 0          | -               | -               | -               | -                  | -                  | -                  | -           | -           | -           | 0      | 0      |        |
| Totale Siviglia Atletico | Totale Siviglia Atletico | Totale Siviglia Atletico | 1          | 0          | -               | -               | -               | -                  | -                  | -                  | -           | -           | -           | 1      | 0      |        |
| 2017-2018                | Karpaty                  | PL                       | 17         | 6          | KU              | 0               | 0               | -                  | -                  | -                  | -           | -           | -           | 17     | 6      |        |
| 2018-2019                | Karpaty                  | PL                       | 24         | 14         | KU              | 2               | 1               | -                  | -                  | -                  | -           | -           | -           | 26     | 15     |        |
| Totale Karpaty           | Totale Karpaty           | Totale Karpaty           | 53         | 22         | -               | 2               | 1               | -                  | -                  | -                  | -           | -           | -           | 55     | 23     |        |
| 2019-2020                | Celtic                   | SP                       | 1          | 0          | CS+CdL          | 1+0             | 0               | UCL                | 1                  | 0                  | -           | -           | -           | 3      | 0      |        |
| 2020-2021                | Malines                  | JPL                      | 22         | 4          | CB              | 2               | 1               | -                  | -                  | -                  | -           | -           | -           | 24     | 5      |        |
| 2021-2022                | Malines                  | JPL                      | 22         | 2          | CB              | 3               | 1               | -                  | -                  | -                  | -           | -           | -           | 25     | 3      |        |
| Totale Malines           | Totale Malines           | Totale Malines           | 44         | 6          | -               | 5               | 2               | -                  | -                  | -                  | -           | -           | -           | 49     | 8      |        |
| Totale carriera          | Totale carriera          | Totale carriera          | 99         | 28         | -               | 8               | 3               | -                  | 1                  | 0                  | -           | -           | -           | 108    | 31     |        |

### Cronologia presenze e reti in nazionale
| Cronologia completa delle presenze e delle reti in nazionale ― Ucraina | Cronologia completa delle presenze e delle reti in nazionale ― Ucraina | Cronologia completa delle presenze e delle reti in nazionale ― Ucraina | Cronologia completa delle presenze e delle reti in nazionale ― Ucraina | Cronologia completa delle presenze e delle reti in nazionale ― Ucraina | Cronologia completa delle presenze e delle reti in nazionale ― Ucraina | Cronologia completa delle presenze e delle reti in nazionale ― Ucraina | Cronologia completa delle presenze e delle reti in nazionale ― Ucraina |
| Data                                                                   | Città                                                                  | In casa                                                                | Risultato                                                              | Ospiti                                                                 | Competizione                                                           | Reti                                                                   | Note                                                                   |
| ---------------------------------------------------------------------- | ---------------------------------------------------------------------- | ---------------------------------------------------------------------- | ---------------------------------------------------------------------- | ---------------------------------------------------------------------- | ---------------------------------------------------------------------- | ---------------------------------------------------------------------- | ---------------------------------------------------------------------- |
| 20-11-2018                                                             | Adalia                                                                 | Turchia                                                                | 0 – 0                                                                  | Ucraina                                                                | Amichevole                                                             | -                                                                      | 77’ 88’                                                                |
| 14-11-2019                                                             | Zaporižžja                                                             | Ucraina                                                                | 1 – 0                                                                  | Estonia                                                                | Amichevole                                                             | -                                                                      | 66’                                                                    |
| Totale                                                                 |                                                                        | Presenze                                                               | 1                                                                      |                                                                        | Reti                                                                   | 0                                                                      |                                                                        |

| Cronologia completa delle presenze e delle reti in nazionale ― Ucraina under 21 | Cronologia completa delle presenze e delle reti in nazionale ― Ucraina under 21 | Cronologia completa delle presenze e delle reti in nazionale ― Ucraina under 21 | Cronologia completa delle presenze e delle reti in nazionale ― Ucraina under 21 | Cronologia completa delle presenze e delle reti in nazionale ― Ucraina under 21 | Cronologia completa delle presenze e delle reti in nazionale ― Ucraina under 21 | Cronologia completa delle presenze e delle reti in nazionale ― Ucraina under 21 | Cronologia completa delle presenze e delle reti in nazionale ― Ucraina under 21 |
| Data                                                                            | Città                                                                           | In casa                                                                         | Risultato                                                                       | Ospiti                                                                          | Competizione                                                                    | Reti                                                                            | Note                                                                            |
| ------------------------------------------------------------------------------- | ------------------------------------------------------------------------------- | ------------------------------------------------------------------------------- | ------------------------------------------------------------------------------- | ------------------------------------------------------------------------------- | ------------------------------------------------------------------------------- | ------------------------------------------------------------------------------- | ------------------------------------------------------------------------------- |
| 27-5-2016                                                                       | Kiev                                                                            | Ucraina under 21                                                                | 0 – 2                                                                           | Macedonia under 21                                                              | Qual. Europeo Under-21 2017                                                     | -                                                                               |                                                                                 |
| 2-6-2016                                                                        | Kiev                                                                            | Ucraina under 21                                                                | 1 – 1                                                                           | Austria under 21                                                                | Amichevole                                                                      | -                                                                               | 46’                                                                             |
| 2-9-2016                                                                        | Kiev                                                                            | Ucraina under 21                                                                | 1 – 0                                                                           | Francia under 21                                                                | Qual. Europeo Under-21 2017                                                     | -                                                                               |                                                                                 |
| 6-9-2016                                                                        | Kiev                                                                            | Ucraina under 21                                                                | 4 – 0                                                                           | Scozia under 21                                                                 | Qual. Europeo Under-21 2017                                                     | -                                                                               | 69’                                                                             |
| 24-3-2017                                                                       | Istanbul                                                                        | Turchia under 21                                                                | 1 – 1                                                                           | Ucraina under 21                                                                | Amichevole                                                                      | -                                                                               | 46’                                                                             |
| Totale                                                                          |                                                                                 | Presenze                                                                        | 3                                                                               |                                                                                 | Reti                                                                            | 0                                                                               |                                                                                 |

## Palmarès

### Club

#### Competizioni nazionali
- Coppa di Lega scozzese: 1

Celtic: 2019-2020
- Campionato scozzese: 1

Celtic: 2019-2020
- Campionato ucraino: 2

Šachtar: 2022-2023, 2023-2024
- Coppa d'Ucraina: 2

Šachtar: 2023-2024, 2024-2025